# Basílica de Santa María (Invercargill)

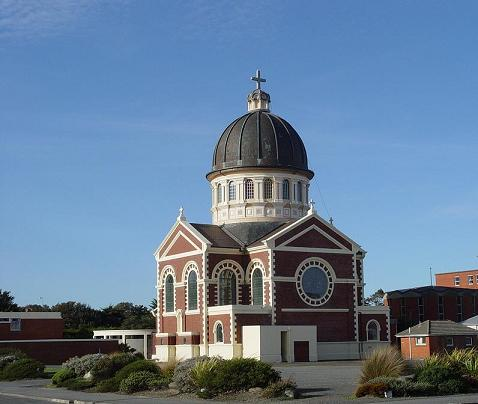
Basílica de Santa María en Invercargill

La Basílica de Santa María es una iglesia católica en Invercargill, Nueva Zelanda. 
Fue diseñada por el famoso arquitecto neozelandés, Francis Petre y fue inaugurada en 1905. La basílica se encuentra cerca de la escuela San José y del Jardín Otepuni. El edificio está catalogado con la categoría de Lugar Histórico. Su arquitectura se clasifica en estilo victoriano tardío, lo más llamativo del edificio es la espléndida cúpula de más de 37 metros sobre el suelo.
Su diseño consiste en una iglesia de planta de cruz griega formando una estructura muy compacta dominado por la cúpula de cobre revestida. Fue construida en ladrillo rojo con ventanas de arco de color crema y cornisas.
La Basílica de Santa María es uno de varios templos neozelandeses a los que habitualmente se los llama «basílica», sin embargo litúrgicamente no existe en la actualidad ningún templo católico en Nueva Zelanda que ostente oficialmente la dignidad de Basílica menor otorgada por la Santa Sede. 